# Óblast de Cherkasy
La óblast de Cherkasy (ucraniano: Черкаська область, Cherkaska óblast o Черкащина, Cherkáschyna) es una óblast de Ucrania central. atravesada por el río Dniéper. Su capital es Cherkasy.

## Historia
En la Edad Media, estas tierras estaban habitadas por tribus de eslavos orientales y pertenecían a Rus de Kiev.
Durante la época del Gran Ducado de Lituania en el siglo XV, aquí surgió un asentamiento permanente que desempeñó un importante papel defensivo en las fronteras del sur del país. Fue en Cherkasy donde nacieron los cosacos ucranianos.
Durante el Renacimiento, aquí se encontraba la capital del estado cosaco ucraniano, Hetmanato.
Aquí nació el principal poeta ucraniano, Tarás Shevchenko

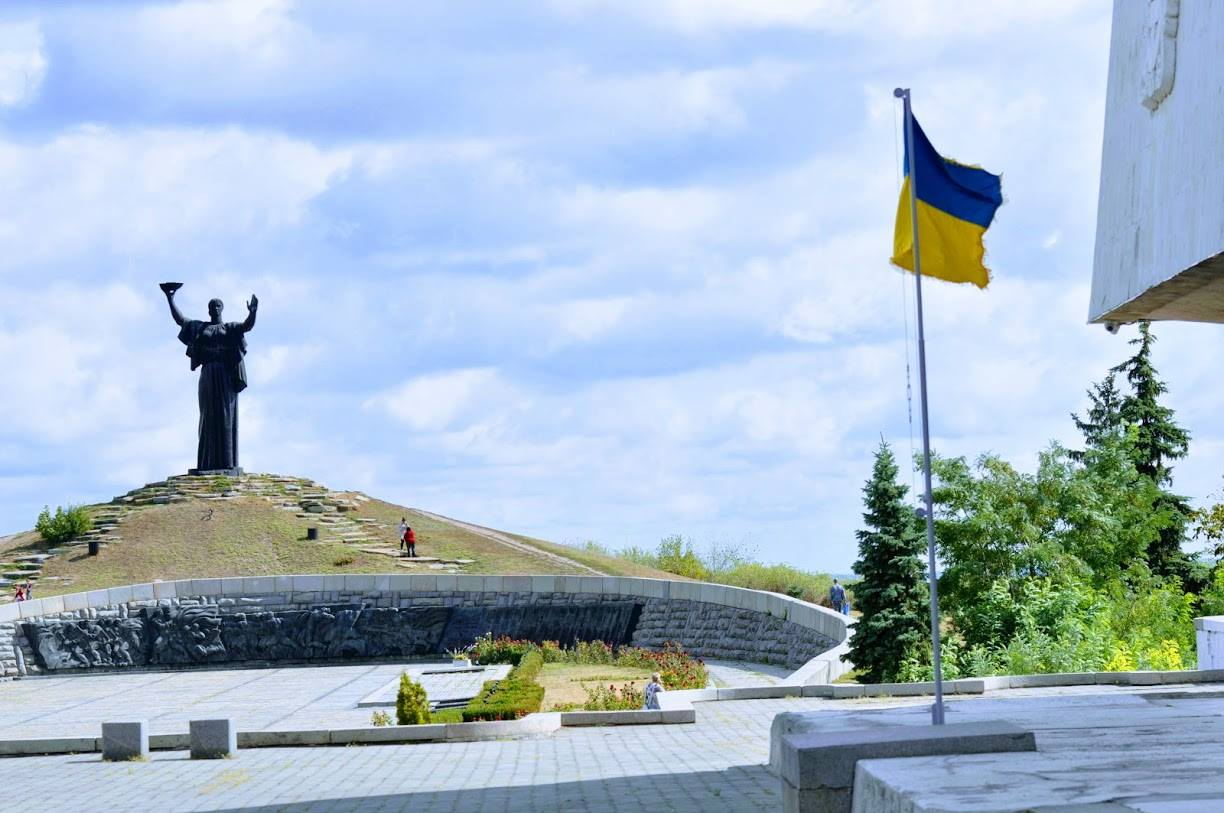
Colina de la Gloria en la ciudad de Cherkasy

Después de la guerra de independencia, esta región, donde se encontraba la República de Jolodnoyarsk, resistió durante más tiempo la expansión soviética, hasta 1922.
Durante el Holodomor de 1932-1933, la región perdió más de 200.000 personas. 
Durante la Segunda Guerra Mundial, la ciudad fue ocupada por los nazis en 1941-1943.
La región como unidad administrativa independiente se creó en 1954.

## Geografía

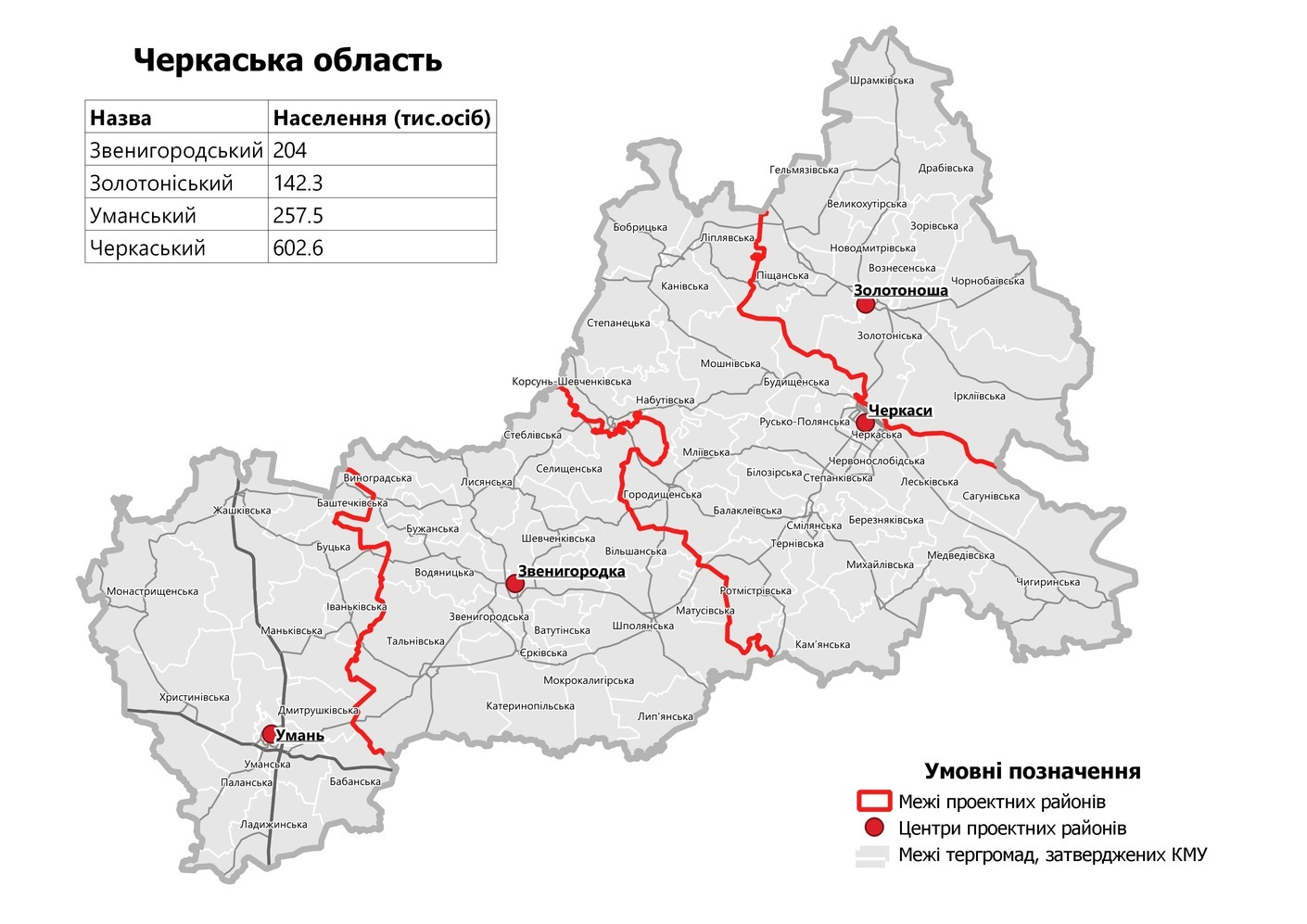
Subdivisiones de la óblast de Cherkasy en 2020

La óblast de Cherkasy limita al oeste con la óblast de Vínnitsa, al norte con la óblast de Kiev, al noreste con la óblast de Poltava y al sur con la óblast de Kirovogrado. 
La óblast tiene muchos bosques y en su territorio, en Kániv, se encuentra el parque nacional de Shevchenko (Шевченківський національний заповідник) dedicado al poeta Tarás Shevchenko, que ocupa una superficie de 2500 ha.

## Demografía
Según el censo ucraniano de 2001, la población de la óblast se reparte casi equitativamente entre zonas urbanas y rurales (53,7% y 46,3%, respectivamente).
Por composición étnica, los ucranianos representan la mayoría de la población del óblast (93,1 %). Los rusos son el segundo grupo étnico de población (5,4%), concentrados principalmente en la ciudad de Cherkasy.
Por composición lingüística, la óblast es predominantemente del ucraniano.

## Economía
La economía de la óblast es predominantemente agrícola. Los cultivos principales son el trigo y la remolacha azucarera, aunque también se siembra cebada, maíz, tabaco y cáñamo. La ganadería también ocupa un lugar muy importante en la economía del Óblast.
El sector industrial se concentra principalmente en Cherkasy, la capital y mayor ciudad de la óblast.

## Principales ciudades
| Ciudad                 | Nombre ucraniano       | Habitantes a 5/dic/2001 |
| ---------------------- | ---------------------- | ----------------------- |
| Cherkasy               | Черкаси                | 295.414                 |
| Uman                   | Умань                  | 88.735                  |
| Smila                  | Сміла                  | 69.681                  |
| Zolotonosha            | Золотоноша             | 28.793                  |
| Kániv                  | Канів                  | 26.657                  |
| Vatútine               | Ватутіне               | 20.156                  |
| Zvenyhorodka           | Звенигородка           | 19.901                  |
| Shpola                 | Шпола                  | 19.427                  |
| Korsun-Shevchénkivskyi | Корсунь-Шевченківський | 19.311                  |
| Talne                  | Тальне                 | 16.388                  |
| Zháshkiv               | Жашків                 | 15.853                  |
| Gorodysche             | Городище               | 15.645                  |
| Kámianka               | Камьянка               | 15.109                  |
| Jrystýnivka            | Христинівка            | 14.599                  |
| Chygyrín               | Чигирин                | 11.960                  |
| Chervona Slobodá       | Червона Слобода        | 9.693                   |
| Monastyrysche          | Монастирище            | 9.463                   |
| Mankivka               | Маньківка              | 8.644                   |
| Biloziria              | Білозірья              | 8.502                   |
| Chornobái              | Чорнобай               | 8.364                   |
| Lýsianka               | Лисянка                | 8.261                   |
| Ruska Poliana          | Руська Поляна          | 8.080                   |

## Subdivisiones
La óblast de Cherkasy se divide en 4 raiones (distritos administrativos). Consta de 14 ciudades mayores, 19 asentamientos de tipo urbano (sélysche miskogo typu), y 838 villas.
Los raiones de la óblast de Cherkasy son:
|  | Raión de Zolotonosha Raión de Zvenyhorodka Raión de Cherkasy Raión de Uman |

### Divisiones administrativas hasta 2020
La óblast de Cherkasy fue divide en 20 raiones (distritos administrativos).
| Raiones del óblast de Cherkasy: | Raiones del óblast de Cherkasy: | Raiones del óblast de Cherkasy:                                                                                                  | Raiones del óblast de Cherkasy:                                                                            |
| ------------------------------- | --- | --- | --- |
|                                 | Raión de Jrystýnivka Raión de Drábiv Raión de Gorodysche Raión de Kániv Raión de Kámianka Raión de Katerynópil Raión de Korsun-Shevchénkivskyi | Raión de Lýsianka Raión de Mankivka Raión de Monastyrysche Raión de Zháshkiv Raión de Shpola Raión de Smila Raión de Zolotonosha | Raión de Zvenyhorodka Raión de Talne Raión de Cherkasy Raión de Chornobái Raión de Chiguirín Raión de Uman |